# Handball-Europameisterschaft 2008/Polen
In diesem Artikel wird die polnische Männer-Handballnationalmannschaft bei der Europameisterschaft 2008 in Norwegen behandelt.

## Qualifikation
→ Siehe Handball-Europameisterschaft 2008 

## Mannschaft

### Kader
| Nr.                           | Name                          | Verein                        | LS/Tore (vor EM)              | Spiele                        | Tore                          |                               | Zeitstrafen                   |                               |
| Torhüter (% gehaltener Bälle) | Torhüter (% gehaltener Bälle) | Torhüter (% gehaltener Bälle) | Torhüter (% gehaltener Bälle) | Torhüter (% gehaltener Bälle) | Torhüter (% gehaltener Bälle) | Torhüter (% gehaltener Bälle) | Torhüter (% gehaltener Bälle) | Torhüter (% gehaltener Bälle) |
| ----------------------------- | ----------------------------- | ----------------------------- | ----------------------------- | ----------------------------- | ----------------------------- | ----------------------------- | ----------------------------- | ----------------------------- |
| 1                             | Sławomir Szmal                | Rhein-Neckar Löwen            | 116 / 1                       | 6                             | (27 %)                        | -                             | -                             | -                             |
| 16                            | Adam Weiner                   | Wilhelmshavener HV            | 31 / 0                        | 6                             | (29 %)                        | -                             | -                             | -                             |
| Feldspieler                   |                               |                               |                               |                               |                               |                               |                               |                               |
| 2                             | Bartłomiej Jaszka             | Füchse Berlin                 | 21 / 22                       | 3                             | 7                             | 1                             | 1                             | -                             |
| 3                             | Krzysztof Lijewski            | HSV Hamburg                   | 45 / 69                       | 3                             | 6                             | -                             | -                             | -                             |
| 4                             | Patryk Kuchczyński            | KS Vive Kielce                | 91 / 198                      | 6                             | 9                             | -                             | 1                             | -                             |
| 5                             | Mateusz Jachlewski            | KS Vive Kielce                | 38 / 86                       | 6                             | 15 / 2                        | -                             | -                             | -                             |
| 6                             | Grzegorz Tkaczyk              | Rhein-Neckar Löwen            | 93 / 366                      | 6                             | 22                            | 3                             | 6                             | 1                             |
| 8                             | Karol Bielecki                | Rhein-Neckar Löwen            | 84 / 402                      | 6                             | 37                            | 2                             | 4                             | 1                             |
| 9                             | Artur Siódmiak                | TuS Nettelstedt-Lübbecke      | 58 / 63                       | 6                             | -                             | 4                             | 10                            | 1                             |
| 11                            | Damian Wleklak                | HC Hard                       | 128 / 235                     | 3                             | -                             | -                             | -                             | -                             |
| 13                            | Bartosz Jurecki               | SC Magdeburg                  | 60 / 188                      | 6                             | 13                            | 1                             | 2                             | -                             |
| 14                            | Mariusz Jurasik               | Rhein-Neckar Löwen            | 131 / 476                     | 6                             | 27 / 1                        | 2                             | 2                             | -                             |
| 15                            | Michał Jurecki                | TuS Nettelstedt-Lübbecke      | 35 / 60                       | 6                             | 7                             | -                             | 3                             | -                             |
| 18                            | Rafał Kuptel*                 | Wisła Płock                   | 127 / 145                     | -                             | -                             | -                             | -                             | -                             |
| 19                            | Tomasz Tłuczyński             | TSV Hannover-Burgdorf         | 25 / 110                      | 6                             | 14 / 8                        | -                             | 1                             | 1                             |
| 20                            | Mariusz Jurkiewicz*           | JD Arrate                     | 29 / 51                       | 3                             | 3                             | -                             | 2                             | -                             |
| 22                            | Marcin Lijewski               | SG Flensburg-Handewitt        | 159 / 596                     | 6                             | 22                            | 5                             | 3                             | -                             |
|                               |                               | Gesamt                        | 1271 / 3088                   | 6                             | 182 / 11                      | 18                            | 35                            | 4                             |
| Trainer/Betreuer              |                               |                               |                               |                               |                               |                               |                               |                               |
|                               | Bogdan Wenta                  |                               | Trainer                       |                               |                               |                               |                               |                               |
|                               | Daniel Waszkiewicz            |                               | Co-Trainer                    |                               |                               |                               |                               |                               |

* nach der Vorrunde nachnominiert/gestrichen (Jurkiewicz/Kuptel)

## Vorrundenspiele (Gruppe A)
In der Vorrunde trifft die polnische Mannschaft auf Slowenien, Tschechien und Kroatien.

### Kroatien 32:27 (14:14) Polen
(17. Januar, in Stavanger, Stavanger Idrettshall)
KRO: Dragan Jerković, Mirko Alilović – Zlatko Horvat (7), Ivano Balić (7), Tonči Valčić (5), Domagoj Duvnjak (3/3), Renato Sulić (3), Petar Metličić (2), Igor Vori (2), Ivan Čupić (1), Drago Vuković (1), Blaženko Lacković (1), Nikša Kaleb, Denis Špoljarić
POL: Sławomir Szmal, Adam Weiner – Mariusz Jurasik (11/1), Karol Bielecki (6), Grzegorz Tkaczyk (4), Mateusz Jachlewski (3/1), Krzysztof Lijewski (3), Bartosz Jurecki, Michał Jurecki, Tomasz Tłuczyński, Damian Wleklak, Artur Siódmiak, Marcin Lijewski, Patryk Kuchczyński

### Polen 33:27 (23:14) Slowenien
(18. Januar, in Stavanger, Stavanger Idrettshall)
POL: Sławomir Szmal, Adam Weiner – Karol Bielecki (9), Grzegorz Tkaczyk (6), Tomasz Tłuczyński (5/2), Bartosz Jurecki (4), Mariusz Jurasik (3), Bartłomiej Jaszka (2), Marcin Lijewski (2), Michał Jurecki (1), Krzysztof Lijewski (1), Mateusz Jachlewski, Artur Siódmiak, Patryk Kuchczyński
SLO: Gorazd Škof, Beno Lapajne – Aleš Pajovič (7/2), Roman Pungartnik (3), Jure Dobelšek (3), Luka Žvižej (3/1), Matjaž Mlakar (2), Jure Natek (2), Miladin Kozlina (2), Vid Kavtičnik (2), David Špiler (1), Uroš Zorman (1), Goran Kozomara (1), Rok Praznik

### Polen 33:30 (13:14) Tschechien
(20. Januar, in Stavanger, Stavanger Idrettshall)
POL: Sławomir Szmal, Adam Weiner – Karol Bielecki (9), Grzegorz Tkaczyk (5), Marcin Lijewski (5), Bartosz Jurecki (4), Tomasz Tłuczyński (3/2), Patryk Kuchczyński (3), Krzysztof Lijewski (2), Mateusz Jachlewski (1), Michał Jurecki (1), Damian Wleklak, Artur Siódmiak, Mariusz Jurasik
CZE: Martin Galia, Petr Štochl – Karel Nocar (7), Jan Filip (6), Michal Brůna (4), Petr Hrubý (3), Jiří Vítek (3), Alois Mráz (2), Pavel Horák (2), Jan Sobol (1), Tomáš Řezníček (1), Daniel Kubeš (1), Martin Šetlík, Tomáš Heinz

## Hauptrundenspiele (Gruppe I)
In der Vorrunde trifft die polnische Mannschaft auf Dänemark, Montenegro und Norwegen.

### Polen 24:24 (12:13) Norwegen
(22. Januar, in Stavanger, Stavanger Idrettshall)
POL: Sławomir Szmal, Adam Weiner – Marcin Lijewski (8), Karol Bielecki (7), Grzegorz Tkaczyk (3), Mateusz Jachlewski (1/1), Michał Jurecki (1), Tomasz Tłuczyński (1/1), Patryk Kuchczyński (1), Bartosz Jurecki (1), Mariusz Jurasik (1), Mariusz Jurkiewicz, Damian Wleklak, Artur Siódmiak
NOR: Steinar Ege, Ole Erevik – Kjetil Strand (9/3), Thomas Skoglund (4), Frank Løke (4), Frode Hagen (3), Rune Skjærvold (2), Jan Thomas Lauritzen (1), Kristian Kjelling (1), Børge Lund, Johnny Jensen, Glenn Solberg, Håvard Tvedten, Bjarte Myrhol

### Polen 26:36 (13:17) Dänemark
(23. Januar, in Stavanger, Stavanger Idrettshall)
POL: Sławomir Szmal, Adam Weiner – Mariusz Jurasik (7), Bartłomiej Jaszka (4), Mateusz Jachlewski (4), Marcin Lijewski (3), Patryk Kuchczyński (2), Karol Bielecki (2), Michał Jurecki (1), Tomasz Tłuczyński (1/1), Grzegorz Tkaczyk (1), Bartosz Jurecki (1), Mariusz Jurkiewicz, Artur Siódmiak
DÄN: Kasper Hvidt, Peter Henriksen – Lasse Boesen (8), Lars Christiansen (6/5), Michael V. Knudsen (5), Hans Lindberg (4),  Lars Rasmussen (3), Jesper Nøddesbo (3), Kasper Nielsen (2), Lars Krogh Jeppesen (2), Bo Spellerberg (2), Joachim Boldsen (1), Lars Jørgensen, Jesper Jensen

### Polen 39:23 (19:13) Montenegro
(24. Januar, in Stavanger, Stavanger Idrettshall)
POL: Sławomir Szmal, Adam Weiner – Mateusz Jachlewski (6), Mariusz Jurasik (5), Tomasz Tłuczyński (4/2), Marcin Lijewski (4), Karol Bielecki (4), Mariusz Jurkiewicz (3), Michał Jurecki (3), Grzegorz Tkaczyk (3), Patryk Kuchczyński (3), Bartosz Jurecki (3), Bartłomiej Jaszka (1), Artur Siódmiak
MNE: Rade Mijatović, Golub Doknić – Petar Kapisoda (6/2), Novica Rudović (4), Žarko Marković (4), Aleksandar Svitlica (3), Mirko Milašević (3), Zoran Roganović (2), Marko Pejović (1), Ratko Đurković, Goran Đukanović, Draško Mrvaljević, Alen Muratović, Marko Dobrković